# Азербайджано-португальские отношения
Азербайджано-португальские отношения (азерб. Azərbaycan–Portuqaliya münasibətləri) — двусторонние дипломатические отношения между Азербайджаном и Португалией в политической, экономической, культурной и иных сферах.

## Двусторонние отношения
Португалия признала восстановленную независимость Азербайджана 7 января 1992 года. 5 июня 1992 года были установлены дипломатические отношения между Азербайджаном и Португалией.
Посольство Азербайджана в Марокко одновременно аккредитовано в Португалии.
Посол Азербайджана при Святом Престоле одновременно аккредитован в Португалии.
В парламенте Азербайджана действует межпарламентская рабочая группа. Руководителем группы является Нигяр Арпадараи. Рабочая группа была учреждна 5 декабря 2000 года.
Сотрудничество между Азербайджаном и Португалией осуществляется в ряде секторов: информационно-коммуникационные технологии (ИКТ), архитектура, сельское хозяйство, туризм, образование, возобновляемые источники энергии, здравоохранение.
Между странами подписано 3 документа.

## Официальные визиты
1. В 1994 году во время саммита ОБСЕ в Будапеште Президент Азербайджана Г.Алиев встретился с главой правительства Португалии.
2. В октябре 1995 года Президент Азербайджана Г.Алиев встретился в Нью-Йорке с Президентом Португалии Марио Соарешем.
3. 5-7 июня 1996 года на заседании министров иностранных дел стран-членов Совета Европы в Страсбурге министр иностранных дел Г. Гасанов встретился с постоянным представителем Португалии при организации.
4. 2-3 декабря 1996 года президент Г.Алиев побывал с визитом в Португалии и встретился с премьер-министром Португалии Антонио Гуттересом с целью поучаствовать в саммите ОБСЕ в Лиссабоне.
5. 27 ноября 2000 года на заседании министров иностранных дел ОБСЕ министр иностранных дел Азербайджана провел встречу с министром иностранных дел Португалии.
6. 11-12 июля 2001 года министр иностранных дел Португалии Х. да Гама посетил Азербайджан.
7. 26-30 ноября 2001 года заместитель министра культуры С. Мамедалиева приняла участие на международной конференции “Региональные проекты: экология и защита культурного наследия в Европе”, организованных Советом Европы и Министерством экологии Португалии в Лиссабоне.
8. 7 марта 2002 года Государственный министр и министр иностранных дел Португалии, действующий председатель ОБСЕ Х. да Гама побывал с визитом в Азербайджане. В ходе визита министр встретился с президентом, председателем Милли Меджлиса, премьер-министром, министром иностранных дел, представителями оппозиционных партий.
9. 27-28 апреля 2008 года в Баку с визитом прибыл назначенный послом Португалии в Азербайджане Хосе Мануэль де Карвало Ламейрас.
10. 20 ноября 2010 года в саммите НАТО, проходившем в столичном городе Лиссабон, принял участие Президент Азербайджана Ильхам Алиев. В ходе визита главы государства было подписано "Соглашение между Правительством Азербайджанской Республики и Правительством Португальской Республики об освобождении от визы лиц, имеющих дипломатические паспорта".
11. 5-7 сентября 2011 года с целью оказания поддержки Португалией в вопросе поддержки кандидатуры Азербайджана на непостоянное членство в СБ ООН на 2012-2013 годы, вступления в силу Соглашения об отмене виз на дипломатические и служебные паспорта, подписанного между двумя странами, и обсуждения вопросов расширения договорно-правовой базы, а также перспектив двусторонних отношений посол С.Агабеков совершил поездку в Лиссабон
12. 30 октября 2011 года во время визита в Польшу председатель Государственного таможенного комитета Азербайджана Айдын Алиев встретился с руководителем Государственной таможенной службы Португалии. Планируется осуществление сотрудничества в плане создания кинологической службы.
13. С 27 по 28 июня 2012 года делегация во главе с министром иностранных дел Португалии Пауло Порташом находилась с визитом в Азербайджане. Во время поездки П. Порташ встретился с Президентом Азербайджана Ильхамом Алиевым, министром иностранных дел Э. Мамедъяровым, министром промышленности и энергетики Н. Алиевым, министром транспорта З. Мамедовым, министром связи и информационных технологий Али Аббасовым.
14. 24-29 октября 2013 года депутат Милли Меджлиса Азербайджана Рафаэль Гусейнов находился с визитом в Лиссабоне для участия в заседании комитета по культуре, науке, образованию и медиа Парламентской ассамблеи Совета Европы.
15. 3-6 марта 2014 года делегация во главе с исполнительным директором Государственного нефтяного фонда Азербайджана Ш. Мовсумовым посетила Лиссабон.[7]
16. 16-17 ноября 2016 года министр иностранных дел Азербайджана Эльмар Мамедъяров посетил Португалию с официальным визитом.

## В области экономики
Ввиду заинтересованности португальских предпринимателей в инвестировании в Азербайджан, проводятся совместные азербайджано-португальские бизнес-форумы.
В 2012 году в Баку был проведён азербайджано-португальский бизнес-форум с участием министра иностранных дел Португалии Паулу Порташа. На данном форуме участвовало свыше 20 португальских компаний, функционирующих в таких сферах, как архитектура, пищевая промышленность, информационно-коммуникационные технологии, химическая промышленность и так далее. С азербайджанской стороны было представлено 70 компаний. Между руководством Азербайджанского фонда поощрения экспорта и инвестиций и руководством Агентства по зарубежной торговле и инвестициям Португалии был подписан меморандум о взаимопонимании.
| Год   | 2005     | 2006     | 2007    | 2008      | 2009     | 2010      | 2011      | 2012      | 2013      | 2014      | 2015      | 2016      | 2017      | 2018      |
| Сумма | 14 775,1 | 22 368,3 | 5 093,8 | 265 558,1 | 29 639,8 | 225 367,3 | 327 454,9 | 245 998,7 | 528 202,5 | 558 638,8 | 395 078,9 | 342 282,6 | 512 395,1 | 544 228,4 |

| Год   | 2002    | 2003 | 2004    | 2005    | 2006     | 2007 | 2008      | 2009     | 2010      | 2011      | 2012      | 2013      | 2014      | 2015      | 2016      | 2017      | 2018      |
| Сумма | 2 983,8 | 30,7 | 2 932,9 | 8 545,7 | 19 215,1 | -    | 260 991,8 | 28 456,7 | 224 613,5 | 324 860,0 | 243 085,1 | 525 759,4 | 552 149,5 | 368 874,4 | 331 278,9 | 501 617,8 | 528 717,6 |

| Год   | 2002    | 2003  | 2004    | 2005    | 2006    | 2007    | 2008    | 2009    | 2010  | 2011    | 2012    | 2013    | 2014    | 2015     | 2016     | 2017     | 2018     |
| Сумма | 1 928,3 | 266,3 | 1 901,3 | 6 229,4 | 3 153,2 | 5 093,8 | 4 566,3 | 1 183,1 | 753,8 | 2 594,8 | 2 913,6 | 2 443,1 | 6 489,3 | 26 204,5 | 11 003,7 | 10 777,3 | 15 510,8 |

Товарооборот (тыс. долл)
| Год  | Экспорт Азербайджана | Импорт Азербайджана | Сумма товарооборота |
| ---- | -------------------- | ------------------- | ------------------- |
| 2020 | 239 779,07           | 12 339,15           | 252 118,22          |
| 2021 | 587 440,31           | 16 566,18           | 604 006,49          |
| 2022 | 743 407,52           | 13 212,14           | 756 619,66          |
| 2023 | 299 628,28           | 13 733,48           | 313 361,76          |

Структура экспорта Азербайджана: нефть, авиакеросин, сырая не обработанная кожа.
Структура экспорта Португалии: механизмы, электротехническое оборудование, одежда, фармацевтика.

## Международное сотрудничество
Между странами регулярно проводится обмен визитами на высоком уровне. Подписано несколько двусторонних соглашений. Осуществляется сотрудничество в рамках международных организаций.
Международное сотрудничество между странами, в частности, осуществляется в рамках Совета Безопасности Организации Объединённых Наций.

## В области культуры
В сфере образования осуществляется разработка объединённых проектов, а также обмен студентами. Планируется начало преподавания португальского языка в азербайджанских школах.
В 2015 году Португалия впервые приняла участие в Европейской кинонеделе и в проекте «Euro Village» в старой части города Баку Ичеришехер.
Весной 2016 года в Музее современного искусства в Баку состоялась выставка картин португальских художников.